# Hugo Sperrle
Hugo Sperrle (Ludwigsburg, 7 febbraio 1885 – Landsberg am Lech, 2 aprile 1953) è stato un generale tedesco della Luftwaffe, feldmaresciallo durante la seconda guerra mondiale.

## Biografia
Hugo Sperrle entrò nell'esercito tedesco nel 1903 e combatté la prima guerra mondiale in qualità di pilota della Luftstreitkräfte. Terminato il conflitto ricoprì vari incarichi nel Reichswehr, finché nel 1933 fu trasferito alla neonata Luftwaffe per implementare la sua struttura. Generalmajor dal 1934, Sperrle comandò la Legione Condor in Spagna durante il 1936 e il 1937, anno in cui fu promosso General der Flieger.
Un anno dopo divenne il comandante della Luftflotte 3 (3ª flotta aerea) basata a Monaco di Baviera che guidò nella campagna di Francia dal maggio al giugno 1940, quando fu avanzato al rango di feldmaresciallo. Mentre era in preparazione l'operazione Seelöwe Sperrle consigliò varie volte di distruggere preventivamente la RAF inglese, e infatti la Luftflotte 3 fu l'unità maggiormente impiegata nella battaglia d'Inghilterra.
Fallita la battaglia contro Churchill, a Sperrle venne ordinato di assumere il comando di tutti i reparti aerei dispiegati in Africa settentrionale. Nel 1944 diventò comandante in capo della Luftwaffe per quello che riguardava il fronte occidentale, ma la netta superiorità numerica degli Alleati gli impedì di conseguire successi, tanto che fu sollevato dal comando il 23 agosto dello stesso anno. Accusato di crimini di guerra, risultò assolto da tutti i capi d'imputazione nel 1948.